# 狩野永梢
狩野 永梢（かのう えいしょう）は、江戸時代前中期に活動した狩野派の絵師。京狩野家3代目狩野永納の二男で、兄に狩野永敬。
永敬が41歳で没したため、甥で永敬の息子の狩野永伯が16歳で家督を継いだ。
永敬の弟で、東本願寺絵所を務めた永梢がそれを支えたようである。

## 作品
- 花鳥山水襖絵（徳融寺）
- 藤の図屏風（伊賀上野城）